# Aldeide reduttasi
La aldeide reduttasi (o aldoso reduttasi) è un enzima che appartiene alla classe delle ossidoreduttasi e che catalizza la seguente reazione:
alditolo + NAD(P)+ ⇄ aldoso + NAD(P)H + H+
Le proteine appartenenti a tale superfamiglia mostrano domini proteici con un alto grado di omologia, il che fa ipotizzare una correlazione evolutiva tra i membri della famiglia. L'aldoso reduttasi è una proteina monomerica citosolica composta da 315 residui aminoacidici, che catalizza la riduzione NADPH-dipendente di un'ampia varietà di composti carbonilici come aldosi e aldeidi.

## Significato fisiologico dell'aldoso reduttasi
Ad oggi, le funzioni fisiologiche dell'aldoso reduttasi non sono state del tutto chiarite. L'aldoso reduttasi è un enzima citosolico presente in molti tipi cellulari nei mammiferi, se pur la sua distribuzione non è uniforme in tutti i tessuti. La presenza dell'enzima in molti distretti anatomici differenti sembra avvalorare l'ipotesi che l'enzima svolga ruoli differenti a seconda del tipo cellulare preso in considerazione.
A tale proposito, diverse evidenze sperimentali hanno suggerito che la formazione di sorbitolo ha un'importanza notevole sia in condizioni fisiologiche che in condizioni patologiche. A livello renale, ad esempio, il sorbitolo è uno degli osmoliti organici con il compito di bilanciare la pressione osmotica dovuta al NaCl extracellulare, durante il processo di concentrazione dell'urina. È stato dimostrato che elevati livelli di NaCl extracellulare inducono un aumento nell'espressione di ALR2, e quindi dei livelli di sorbitolo, in linee cellulari derivanti da papille renali di coniglio. L'aumento nell'espressione di ALR2 in seguito a stress osmotico si osserva anche in altri tipi cellulari, come cellule ovariche, cellule retiniche e cellule epiteliali embrionali.
L'aldoso reduttasi prende parte in numerose vie metaboliche, è infatti, in grado di catalizzare la riduzione delle aldeidi biogene, derivanti del catabolismo delle catecolamine e della serotonina mediante l'azione della monoamina ossidasi; contribuisce al metabolismo della noradrenalina e degli steroidi; catalizza la riduzione degli isocorticosteroidi, intermedi del catabolismo dei corticosteroidi e costituisce un sistema di detossificazione delle aldeidi.
Recenti studi hanno messo in evidenza il coinvolgimento dell'aldoso reduttasi in alcuni meccanismi di signalling. Studi di inibizione hanno dimostrato come l'apoptosi delle cellule epiteliali della lente di cane, causata da alti livelli di galattosio nel mezzo di coltura, sia prevenuta dall'inibizione di ALR2; in particolare, l'inibizione dell'aldosio reduttasi previene l'attivazione del fattore di trascrizione NF-κB indotta da TNF-α, impedendo la fosforilazione di IκB-α, passaggio chiave per la dissociazione del complesso p65/p50/IκB-α (forma inattiva del fattore NF-κB) e la conseguente traslocazione nucleare di p65/p50 (forma attiva di NF-κB). La rete di rapporti tra l'aldoso reduttasi e il fattore di trascrizione NF-κB prevede inoltre, l'induzione della trascrizione del gene dell'aldoso reduttasi da parte di NF-κB grazie alla presenza degli ORE nel promotore del gene codificante per l'ALR2 e alla loro stretta somiglianza con la sequenza di legame riconosciuta da NF-κB; le due sequenze di legame differiscono infatti di un singolo nucleotide.
L'inibizione dell'aldoso reduttasi si è dimostrata inoltre capace di bloccare la cascata di eventi che portano all'attivazione della caspasi-3, una delle proteasi coinvolte nel processo di apoptosi. Il meccanismo con cui l'inibizione di ALR2 promuove la sopravvivenza cellulare è tuttora oggetto di studi, anche se alcune evidenze sembrano indicare una correlazione con i cambiamenti nello stato redox cellulare; in particolare, è stato dimostrato che un aumento di specie reattive dell'ossigeno (ROS) induce l'attivazione della caspasi-3 mediata da TNF-α; l'inibizione dell'aldoso reduttasi bloccherebbe le vie di signalling indotte da TNF-α, minimizzando i cambiamenti ossidativi cellulari.

## Aldoso reduttasi, via dei polioli e complicanze diabetiche
L'aldoso reduttasi fa parte, insieme alla sorbitolo deidrogenasi, della cosiddetta via dei polioli: questa prevede la trasformazione, ad opera dell'aldoso reduttasi, del glucosio in sorbitolo, e la seguente trasformazione, catalizzata dalla sorbitolo deidrogenasi, del sorbitolo in fruttosio, a spese di NADPH e NAD+ rispettivamente. In condizioni fisiologiche la via dei polioli funziona solo in minima parte (vi entra circa il 3% di glucosio), poiché la Km di ALR2 nei confronti del glucosio è elevata, e di conseguenza il glucosio viene preferenzialmente indirizzato alla via glicolitica.
In condizioni patologiche di iperglicemia però, la via glicolitica è saturata dal glucosio, che può entrare in parte anche nella via dei polioli. Questa situazione causa sbilanci metabolici che si traducono in danni tissutali in vari distretti, come cristallino, retina, glomeruli renali e nervi periferici, bersagli tipici delle complicanze del diabete.

## Farmacologia
L'aldosio reduttasi è da diversi anni bersaglio farmacologico di studio per le complicanze diabetiche croniche.
In natura, esistono già composti isolati da varie specie vegetali che mostrano capacità inibitorie verso questo enzima. si elencano qui i principali:
- quercetina (flavonoide molto diffuso nella frutta di color scuro)
- luteolina (altro flavonoide contenuto nelle verdure chiare)
- genisteina (isoflavone della soia)
- acido vanillico (nell'aroma di vaniglia)
- silibinina (isolata dal cardo mariano)
- isoliquiritigenina (presente nei fagioli e nella liquirizia)
- acido ellagico (noto chemiopreventivo presente nelle fragole e nei lamponi, che in vitro inibisce le benzopirene, e in vitro e in vivo la nitrosammina NMBA)
- betaina (base azotata presente nelle barbabietole).

Sulla base di dati ottenuti dal saggio farmacologico di questi composti, sono stati sintetizzati dei composti chimici aventi buona affinità verso l'aldosio reduttasi e testati sperimentalmente in modelli animali di diabete tipo I con complicanze. 
Alcuni di essi sono noti coi nomi di alrestat, tolrestat, eponestat. Molti studi indicano una certa efficacia nel prevenire la progressione delle complicanze; nell'uomo i risultati sono ancora contrastanti per motivi di biodisponibilità farmacologica, eterogenia dei casi clinici e presenza di certi effetti collaterali non indifferenti.